# Nemesia psammophila
Nemesia psammophila är en flenörtsväxtart som beskrevs av Rudolf Schlechter. Nemesia psammophila ingår i släktet nemesior, och familjen flenörtsväxter. Inga underarter finns listade i Catalogue of Life.